# 마르코 파비안
마르코 혼파이 파비안 데 라 모라(Marco Jhonfai Fabián de la Mora, 1989년 7월 21일, 할리스코주 사포판 ~)는 멕시코의 축구 선수로, 현재 마사틀란 소속이다.
파비안은 과달라하라 출신의 선수로 지역, 클럽 치바스의 유소년팀을 거쳤다. 파비안은 치파스와의 아페르투라 2007 시즌 경기에서 1군 데뷔를 하였고, 모나르카스 모렐리아와의 클라우수라 2008 대회 경기에서 첫 골을 득점하였다. 파비안은 2010년에 과달라하라 소속으로 코파 리베르타도레스에 참가하였고, 팀은 대회 결승전에 진출하였다.
파비안은 여러 연령대의 멕시코 청소년 국가대표로 국제 경기에 출전하였다. 그는 본래 2011년 코파 아메리카에 참가할 스쿼드에 포함되었으나, 에콰도르 키토의 훈련 호텔에서 규율을 깬 죄목으로 6명의 다른 선수들과 퇴출당해 함께 6달동안 출장하지 못하였다. 2012년, 그는 U-23 국가대표 소속으로 파비안은 2012년 하계 올림픽 진출과 투르누아 에스푸아 드 툴롱 2012 우승을 하는데 공을 세웠고, 그는 이 대회 득점왕에 올랐다. 파비안은 금메달을 획득한 2012년 런던 하계 올림픽의 멕시코 국가대표팀 주역이었다.

## 클럽 경력

### 과달라하라
파비안은 어린 나이에 미래의 재능으로 인정받아 과달라하라에 입단하게 되었다. 그는 치바스의 유소년팀에 10년을 지냈고, 그들의 소속 클럽인 타파티오에서 수 차례 출전하였다.
2007년 11월 10일, 파비안은 에프라인 플로레스 감독으로부터 기회를 받아 하과레스 데 치아파스와의 아페르투라 대회 경기에서 33번 등번호를 달고 1군 데뷔를 하였다. 그는 6-0으로 이긴 모렐리아 전에서 첫 골을 득점하였다. 2010-11 시즌 후, 그는 122번 과달라하라의 경기에서 23골 19어시스트를 올렸다. 파비안은 2011년 8월 3일, 바르셀로나와의 월드 풋볼 챌린지 2011 친선 대회에서 2골을 넣었고, 이 경기에서 팀은 4-1로 이겼다.

### 크루스 아술 임대
2013년 12월 12일, 파비안은 리가 MX 클럽 크루스 아술과 1년 계약을 하였다.

## 국가대표팀 경력
파비안은 트리니다드 토바고에서 열린 2009년 U-20 CONCACAF 선수권 대회에서 8번을 입고 국제 대회에 첫 출전을 하였고, 등번호 8번을 달고 멕시코 U-20 국가대표팀 경기에 3번 출전하였다.
2011년, 그는 루이스 페르난도 테나 U-22 국가대표팀 감독의 부름을 받아 같은 해의 코파 아메리카에 참가하기 위해 차출되었다.
2011년 골드컵에서, 그는 클렌부테롤 양성 반응을 일으킨 5명의 선수들 대체자들 중 한명으로 대회에 차출되었는데, 이미 코파 아메리카를 참가할 U-22 국가대표팀의 훈련 캠프에 참가하면서 비상책으로 차출되는 선으로 끝났다.
그는 연습 경기 대부분을 선발로 출전하였고, 6달동안 7명의 선수와 함께 에콰도르, 키토의 훈련 호텔에서 규율을 깬 죄목으로 출장 정지 징계를 받기 전까지 몇 골을 득점하였다.
6달의 징계 후, 마르코는 2012년 1월 25일, 3-1로 이긴 베네수엘라와의 경기에서 처음으로 성인대표팀 출장을 하였다.
2012년, 파비안은 2012년 CONCACAF 올림픽 남자 예선 토너먼트와 투르누아 에스푸아 드 툴롱 2012에 참가할 멕시코 U-23 국가대표로 차출되었고, 툴롱 대회에서는 득점왕을 획득하면서, 두 대회 모두 우승하였다.

### 국가대표팀 득점 기록
| #  | 날짜            | 경기장                                        | 상대       | 점수 | 결과 | 대회                   |
| -- | --------------- | --------------------------------------------- | ---------- | ---- | ---- | ---------------------- |
| 1. | 2013년 1월 30일 | 피닉스 대학교 경기장, 글렌데일, 미국          | 덴마크     | 1–0  | 1–1  | 친선경기               |
| 2. | 2013년 7월 7일  | 로즈볼, 패서디나, 미국                        | 파나마     | 1–1  | 1–2  | 2013년 CONCACAF 골드컵 |
| 3. | 2013년 7월 11일 | 센추리링크 필드, 시애틀, 미국                 | 캐나다     | 2–0  | 2–0  | 2013년 CONCACAF 골드컵 |
| 4. | 2013년 7월 14일 | 스포츠 어서리티 필드 앳 마일 하이, 덴버, 미국 | 마르티니크 | 1–0  | 3–1  | 2013년 CONCACAF 골드컵 |
| 5. | 2014년 5월 28일 | 에스타디오 아스테카, 멕시코 시, 멕시코        | 이스라엘   | 3–0  | 3–0  | 친선경기               |
| 6. | 2014년 5월 31일 | AT&T 스타디움, 알링턴, 미국                   | 에콰도르   | 2–0  | 3–1  | 친선경기               |

## 수상

### 클럽
과달라하라
- 인터리가: 2009

크루스 아술
- CONCACAF 챔피언스리그: 2013–14

### 국가대표팀
- CONCACAF 골드컵: 2011
- CONCACAF 올림픽 남자 예선 토너먼트: 2012[7]
- 투르누아 에스푸아 드 툴롱: 2012
- 하계 올림픽 금메달: 2012

### 개인
멕시코 U-23
- 투르누아 에스푸아 드 툴롱 2012 득점왕: 7골
- 2012년 CONCACAF 올림픽 남자 예선 토너먼트 득점왕: 5골

## 연별 통계
| 연도              | 클럽   | 리그 | 리그 | 리그 | 리그 | 리그 | 리그 |
| 연도              | 클럽   | #    | 출전 | 골   | 경고 | 퇴장 |      |
| ----------------- | ------ | ---- | ---- | ---- | ---- | ---- | ---- |
| 아페르투라 2007   | 치바스 | 33   | 1    | 0    | 0    | 0    |      |
| 클라우수라 2008   | 치바스 | 33   | 10   | 1    | 0    | 0    |      |
| 아페르투라 2008   | 치바스 | 8    | 13   | 1    | 3    | 0    |      |
| 클라우수라 2009   | 치바스 | 8    | 13   | 0    | 2    | 0    |      |
| 아페르투라 2009   | 치바스 | 8    | 12   | 0    | 2    | 0    |      |
| 비센테나리오 2010 | 치바스 | 8    | 11   | 1    | 4    | 0    |      |
| 아페르투라 2010   | 치바스 | 8    | 17   | 6    | 5    | 0    |      |
| 클라우수라 2011   | 치바스 | 8    | 19   | 9    | 2    | 0    |      |
| 아페르투라 2011   | 치바스 | 8    | 18   | 8    | 6    | 0    |      |
| 클라우수라 2012   | 치바스 | 8    | 11   | 1    | 6    | 1    |      |
| 아페르투라 2012   | 치바스 | 10   | 3    | 0    | -    | -    |      |
| 합계              |        | 10   | 128  | 27   | 30   | 1    |      |

| 연도  | 클럽   | 골 |
| ----- | ------ | -- |
| 2007– | 치바스 | 37 |
| 합계  | 치바스 | 37 |